# Samuel Ezeala

a Compétitions nationales et continentales officielles uniquement.

b Matchs officiels uniquement.
Dernière mise à jour le 19 mars 2025.
Samuel Ezeala, né le 11 décembre 1999 à Barcelone (Espagne), est un joueur espagnol de rugby à XV évoluant aux postes d'ailier ou de centre au Stade français depuis 2024.

## Biographie

### Jeunesse et formation
Né à Barcelone d"une mère biologique nigériane, il est adopté par des parents espagnols à l’âge de deux ans. Son père, Carles, éducateur au Barcelona Universitari Club, lui fait découvrir le rugby à XV dès l'âge de quatre ans,.
À quinze ans, il rêve de venir jouer en France et envoie alors sa candidature à plusieurs clubs de Top 14, et l'ASM Clermont Auvergne décide de le recruter, séduit par un montage-vidéo de ses performances,,. Il rejoint donc ce club dès 2015 et intègre son centre de formation,,.
Entre 2016 et 2017, il joue pour les sélections jeunes d'Espagne notamment avec l'équipe d'Espagne des moins de 18 ans.

### Carrière de joueur
Samuel Ezeala fait ses débuts en Top 14 en janvier 2018 contre le Racing 92 comme ailier droit mais il est forcé de sortir pour knockout à la 57e minute de jeu à cause d'un choc violent avec Virimi Vakatawa après lequel il est directement évacué à l'hôpital. C'est le seul match qu'il joue pour la saison,.
Il reprend la compétition six mois après lors des matchs amicaux contre le Canada et le RC Toulon,. Il enchaine ensuite contre le SU Agen, le 24 août 2018, où il marque un doublé. Le mois suivant, il se reblesse de nouveau. En octobre, il est appelé avec l'équipe de France de rugby à sept pour un tournoi amical à Manchester. Il montre ainsi qu'il veut être sélectionné par la France et non par l'Espagne. (« La France est un pays qui m’a accueilli quand j’avais 15 ans et je l’en remercie. Pour moi, c’est une énorme fierté de jouer pour cette équipe. De très, très grands joueurs y sont passés »). Néanmoins, le match étant amical, il n'obtient pas officiellement le statut de joueur international à sept. Il postule également pour la sélection avec l'équipe de France des moins de 20 ans. Il dispute cinq autres rencontres lors de la saison 2018-2019.
Au début de la saison 2019-2020, il profite de l'absence d'Alivereti Raka et de Damian Penaud sélectionnés pour la Coupe du monde 2019 pour enchaîner les matchs. En effet, il est titulaire pour le premier match de la saison contre le Stade rochelais. Il va ensuite enchaîner contre le CA Brive et la Section paloise et marquer un essai contre ces derniers. Cette période de Coupe du monde lui permet de montrer ses nombreuses qualités aussi bien offensives que défensives. En effet, il a disputé sept matchs en tant que titulaire sur huit possible. Avec le retour des internationaux, il continue d'avoir du temps de jeu. Pour son premier match de Coupe d'Europe, en décembre 2019 il marque deux essais et fait une passe décisive pour Alexandre Lapandry lors d'une victoire 34 à 17 dans le stade de Bath Rugby. Lors de la journée suivante, de nouveau contre Bath, l’entraîneur Franck Azéma décide d’aligner Damian Penaud et Ezeala. Ces deux joueurs jouant habituellement au même poste (ailier droit), Penaud est replacé au centre, son poste de formation. Cette association devait permettre aux talents offensifs de s’exprimer davantage. Malheureusement Ezeala se blesse en cours de match dans un duel aérien et sa saison se termine avec cette blessure,.
La saison 2020-2021 est une saison difficile pour Ezeala qui ne prend part qu'à une rencontre lors d'une large victoire 73-3 contre l'Aviron bayonnais en février 2021, soit quinze mois après son dernier match,,, des blessures l'empêchant d'enchaîner les matchs.
Lors de la saison 2021-2022, cette dernière est de nouveau un exercice difficile pour Ezeala qui se blesse dès les matchs amicaux d'août. Il ne dispute que trois matchs, tous au mois d'avril, et se blesse au bout de 25 minutes contre le Stade français. Il joue par ailleurs ses premiers matchs au poste de deuxième centre.
Pour la saison 2022-2023, Ezeala compte bien mettre de côté ses nombreuses blessures pour enfin confirmer les espoirs placés en lui, pour cela, il a pris du poids pour se renforcer musculairement et être aligné plus régulièrement au poste de centre. Lors des dix premières journées de championnat, il est aligné à cinq reprises dont quatre comme titulaire au poste de centre et inscrit deux essais. Le 7 novembre, il est appelé par le sélectionneur de l'équipe de France, Fabien Galthié, pour préparer le deuxième match de la tournée d'automne contre l'Afrique du Sud. Plus tard dans la saison, après l'arrivée de Christophe Urios il n'entre pas dans les plans de ce dernier et ne joue plus de match à partir de la fin janvier. En avril, alors en fin de contrat, il est annoncé qu'il n'est pas prolongé par le club malgré des négociations entamées quelques mois plus tôt pour que le joueur reste en Auvergne.
En juin 2023, affaibli par des blessures persistantes pendant depuis ses débuts et n'étant pas reconduit par Clermont, Ezeala signe un contrat d'un an avec la Section paloise, assorti d'une année supplémentaire en option. Samuel Ezeala, courtisé par plusieurs clubs de Top 14, révèle avoir choisi la Section après une discussion avec le manager Sébastien Piqueronies, affirmant sa détermination à démontrer son talent au plus haut niveau malgré les obstacles rencontrés dans sa carrière. Ezeala fait ses débuts avec la Section lors de la première journée du Top 14 contre le Castres olympique, en tant que titulaire au poste de deuxième centre. Lors de la quatrième journée, il inscrit un doublé sous les couleurs paloises, contribuant ainsi à la victoire 39-24 contre l'USA Perpignan. Débarrassé de ses problèmes physiques récurrents, Ezeala retrouve son efficacité en tant qu'ailier et déclare dans les médias que rejoindre la Section lui a permis de sortir de sa « zone de confort ». 
Malgré ses performances avec son nouveau club, Ezeala annonce sa signature au Stade français Paris en novembre 2023, pour un contrat de trois saisons. Cependant, il continue de briller avec la Section paloise, étant titularisé à douze reprises, sur treize matchs disputés, lors des dix-huit premières journées de Top 14 et inscrivant sept essais. Interrogé sur le joueur, Sébastien Piqueronies exprime son affection pour Ezeala tout en avouant être profondément attristé par son départ, mais sans nourrir de rancœur envers lui. À la place, il exprime sa frustration envers l'agent du joueur, estimant que Samuel Ezeala a été mal informé et conseillé.
En 2025, le sélectionneur de l'Espagne Pablo Bouza compte sélectionner Ezeala pour la finale du Championnat d'Europe contre la Géorgie, le 15 mars, un weekend sans Top 14. Le joueur est d'accord mais le Stade français oppose un refus et ne le libère pas.

## Palmarès
- Vainqueur du Championnat de France espoirs en 2018 avec l'ASM Clermont Auvergne.
- Finaliste du Championnat de France en 2019 avec l'ASM Clermont Auvergne.